# 212年
| 千纪： | 1千纪                                                                                           |
| 世纪： | 2世纪 \| 3世纪 \| 4世纪                                                                         |
| 年代： | 180年代 \| 190年代 \| 200年代 \| 210年代 \| 220年代 \| 230年代 \| 240年代                       |
| 年份： | 207年 \| 208年 \| 209年 \| 210年 \| 211年 \| 212年 \| 213年 \| 214年 \| 215年 \| 216年 \| 217年 |
| 纪年： | 壬辰年（龙年）；东汉建安十七年                                                                  |

## 大事记
- 中国
  - 1月，曹操還鄴城，漢室賜他贊拜不名，入朝不趨，劍履上殿。
  - 9月，孫權徙治秣陵並建起石頭城，改名為建業。
  - 9月，呂蒙建議在濡須水口立塢，孫權認同，便建濡須塢。
  - 10月，曹軍董昭向曹操建議進封為魏公，荀彧反對。
  - 10月，曹操進攻孫權，要荀彧至譙參軍，荀彧病死。
  - 12月，劉璋發現張松私通劉備，雙方決裂，劉備以謀士龐統提出的中計，斬殺杨怀、高沛，揮軍南下。
- 羅馬帝國
  - 羅馬皇帝卡拉卡拉頒布《安東尼努斯敕令》（又稱卡拉卡拉敕令），所有羅馬帝國出身自由的男人將被給予完整的羅馬公民權；所有自由出身的女人擁有與羅馬女人相同的權利。

## 各国领袖

### 亞洲
- 中國（東漢）
  - 君主：漢獻帝（189年－220年）
  - 實質掌權者: 曹操（丞相）
  - 主要州牧：曹操、孙权、劉璋、劉備、馬超
- 南匈奴 - 呼厨泉单于（195年－216年）
- 日本 - 神功皇后（攝政，200年－270年）
- 泰米尔哲罗（Chera）王朝 - Yanaikat-sey Mantaran Cheral（201年－241年）
- 亚美尼亚 - 霍斯羅夫一世, 亚美尼亚国王 (198-217)
- 朝鲜半岛 (朝鲜三国时代)
  - 百济 - 肖古王, 百济王 (166–214)
  - 金官伽耶 - 居登王, 伽耶王 (199-259)
  - 高句丽 - 山上王, 高句丽王 (197–227)
  - 新罗 - 奈解尼師今, 新罗王 (196–230)
- 高加索伊比利亚王国 - Rev I the Just（英语：Rev I of Iberia）, 伊比利亚王 (189-216)
- 贵霜帝国 - 韋蘇提婆一世（Vasudeva I） (c.191-225)
- 奥斯若恩 - 
  1. Agbgar九世大王（英语：Abgar IX）, 奥斯若恩国王 (177-212)
  2. Abgar 十世 Severus bar Ma'nu, 奥斯若恩国王 (212-214)
- 安息帝国 - Vologases六世（英语：Vologases VI of Parthia）, 帕提亚国王 (c.208-228)

### 欧洲
- 罗马帝国 - 卡拉卡拉, 罗马皇帝 (211-217)

### 非洲
- 库什王朝 (Kush) - Teritedakhatey国王，（200年－215年）

## 逝世
- 荀彧，曹操麾下重要謀士（163年出生）49岁。
- 張松，東漢末年群雄劉璋麾下謀士，後私通劉備被其兄發現被殺。
- 梁興，東漢末年涼州軍閥「關中十將」之一。
- 阮瑀，建安七子之一。